# Вагнер, Козима
Ко́зима Ва́гнер (нем. Cosima Wagner, имя при рождении Франче́ска Гаэта́на Ко́зима Лист, Francesca Gaetana Cosima Liszt; 24 декабря 1837, Белладжо, Ломбардо-Венецианское королевство — 1 апреля 1930, Байройт, Бавария, Веймарская республика) — вторая жена и муза немецкого композитора Рихарда Вагнера (1813—1883), сооснователь и многолетний руководитель Байройтского фестиваля.
Козима была дочерью венгерского композитора и пианиста Ференца Листа. В 1857 году она вышла замуж за дирижёра Ганса фон Бюлова, в браке с которым родила двоих детей. В 1863 году у Козимы начался роман с Вагнером, и в 1870 году они поженились. С Рихардом Козима основала Байройтский фестиваль, предназначенный для постановок вагнеровских опер в полном соответствии с замыслом композитора. После смерти Вагнера в 1883 году Козима возглавила Байройтский фестиваль, посвятив остаток своей жизни сохранению и прославлению его наследия.
Козима Вагнер была убеждена в необходимости придерживаться оригинальных замыслов композитора и противостояла любым театральным инновациям. Этого подхода придерживались и её наследники уже после отхода Козимы от руководства фестивалем в 1907 году. Из-за этого, а также из-за того, что Козима разделяла националистические и антисемитские взгляды своего мужа, её наследие вызывает противоречивые оценки.

## Семья и детство

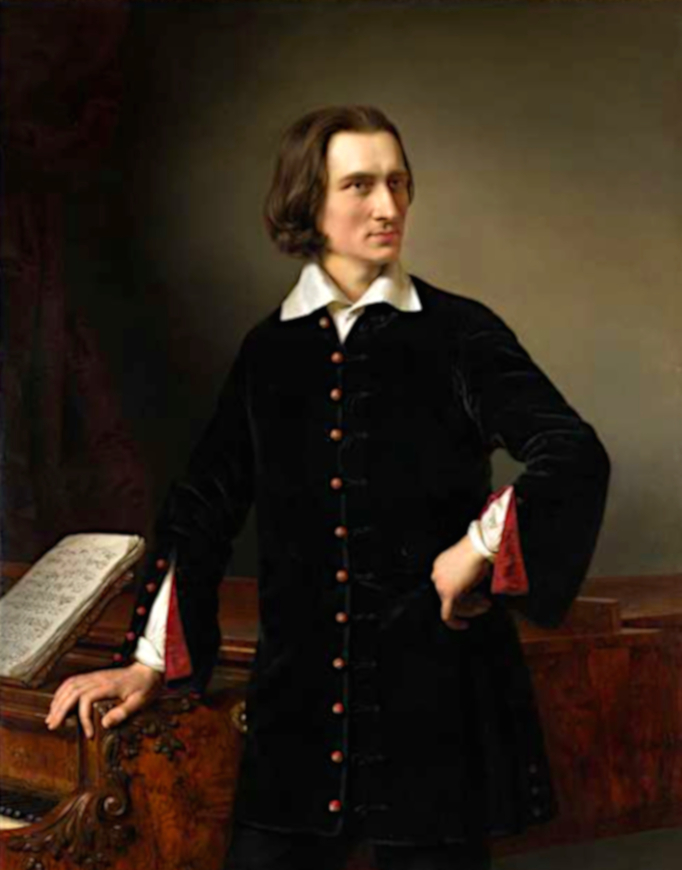
Ференц Лист в 1847 году

Франческа Гаэтана Козима Лист была второй дочерью композитора Ференца Листа, которому в то время было двадцать шесть лет, и французской писательницы и светской дамы Марии д’Агу. Ференц и Мария не состояли в браке; ради Листа, который был младше её на шесть лет, Мария рассталась со своим мужем графом Шарлем д’Агу и покинула Париж, где они проживали. Лист много гастролировал по Европе, и Мария путешествовала вместе с ним. Козима родилась 24 декабря 1837 года в отеле на итальянском курорте Белладжо и получила имя в честь святого Космы, покровителя врачей. Родители продолжили путешествовать по Европе, оставив Козиму и её старшую сестру Блондину на попечении кормилицы, что было распространённой практикой в то время. В 1839 году у Листа и д’Агу родился их третий ребёнок и единственный сын Даниэль.
В 1839 году Мария попыталась вернуться в Париж вместе с дочерьми, но её мать отказалась признать внебрачных детей. Это означало и невозможность восстановить прежнее положение в обществе. Дочери Листа стали жить у его матери Анны, позже к ним присоединился и Даниэль. В последующие годы отношения между Листом и д’Агу испортились, и к 1845 году они общались только через посредников. Лист запретил матери и дочерям общаться друг с другом, и вскоре Мария прекратила попытки добиться встречи. Хотя они жили в одном городе, они смогли встретиться только через пять лет — в 1850 году.

## Юность
По словам биографа Козимы Джорджа Марека, Анна Лист была «простой, необразованной, наивной, но доброй женщиной. … впервые [девочки] узнали, что значит быть любимыми». Блондина была красивее; Козима с длинным носом и широким ртом выглядела «гадким утёнком». Отношение Ференца к детям было прохладным, но он заботился о том, чтобы они получили хорошее образование. Дочери были устроены в привилегированную закрытую школу мадам Бернар.
В 1847 году Лист познакомился с Каролиной Витгенштейн, женой русского генерала, к тому моменту уже жившей отдельно от мужа. К осени 1848 года у них завязался роман, Каролина стала спутницей Листа до конца его жизни. Когда в 1850 году Лист к своему негодованию узнал, что его дочери видятся с матерью, по его указанию Каролина забрала их из школы и поместила под надзор своей семидесятидвухлетней бывшей воспитательницы мадам Патерси. Мадам Патерси надзирала за Блондиной и Козимой в течение четырёх лет. Биограф Козимы Оливер Хилмс сравнивал её воспитание мадам Патерси с выездкой лошадей, однако по мнению Марека оно, хотя и суровое, в конце концов оказалось благотворным для Козимы, так как та получила необходимые навыки для жизни в свете.
10 октября 1853 года Лист посетил дом мадам Патерси, впервые с 1845 года навестив своих дочерей. Вместе с Листом приехали два других композитора — Гектор Берлиоз и Рихард Вагнер. По воспоминаниям присутствовавшей при этом дочери Каролины Мари, Козима была «в худшей поре взросления, высокая и угловатая, с землистым цветом лица… вся в отца. Только её длинные золотые волосы с необычным отливом были прекрасны». После семейного застолья Вагнер прочитал собравшимся отрывок из последнего акта будущей «Гибели богов». Козима не произвела на него впечатления, в дневнике он только отметил, что обе девушки были очень застенчивы.

## Брак с Гансом фон Бюловом

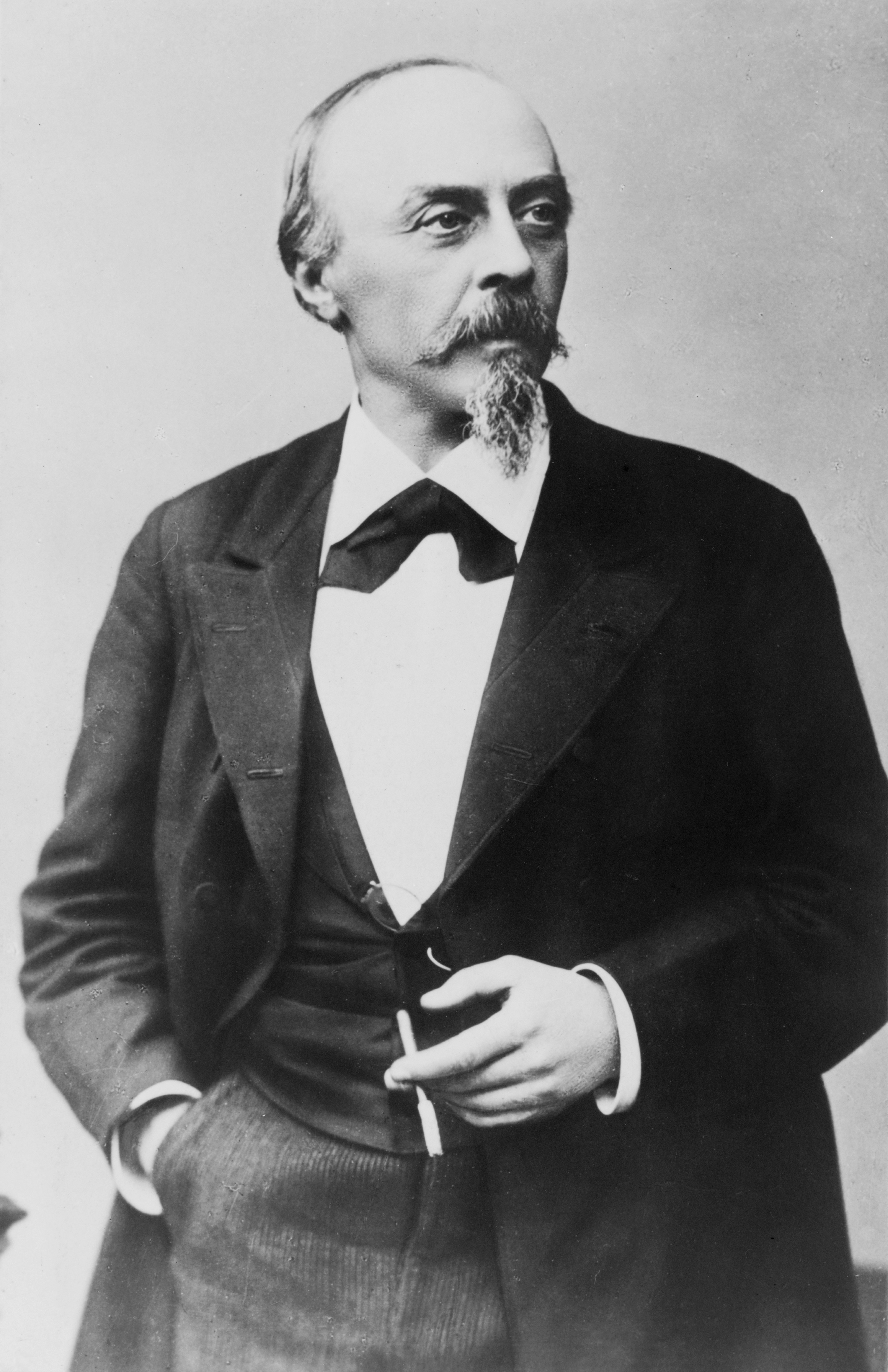
Ганс фон Бюлов

Когда его дочери начали взрослеть, Лист устроил их переезд в Берлин несмотря на гневные протесты матери. В Берлине воспитателем девушек стала Франциска фон Бюлов, чей сын Ганс, пианист и дирижёр, был наиболее выдающимся учеником Листа. Ганс тоже участвовал в воспитании девушек — давал им музыкальное образование. Бюлов был впечатлён прогрессом Козимы, и скоро у них развились романтические отношения. Лист отнёсся к этому с одобрением, а 18 августа 1857 года в берлинском соборе Святой Ядвиги Ганс и Козима сочетались браком. В медовый месяц Ганс, Козима и её отец посетили Вагнера в его доме под Цюрихом. В следующем году они снова посетили Вагнера, и перед уходом Козима поразила его эмоциональной сценой, о которой композитор вспоминал: «Она упала на колени и покрыла мои руки слезами и поцелуями. … Я размышлял над тайной, которую не мог постигнуть».
Козима, получившая воспитание в Париже, не могла привыкнуть к жизни в Берлине, в то время относительно провинциальном городе. Её стараниям принять участие в местной общественной жизни, по воспоминаниям Мари Витгенштейн, мешали «завышенная самооценка и врождённая язвительность» . По крайней мере первое время Козима проявляла интерес к карьере мужа, убеждая его больше времени уделять сочинению музыки. Один раз она сочинила для него либретто оперы из жизни легендарного волшебника Мерлина, которое, однако, не получило никакого развития. Из-за загруженности Бюлова концертированием Козима подолгу оставалась дома одна и в этот период писала статьи и делала переводы для франкоязычного журнала Revue germanique. В декабре 1859 года после долгой болезни умер её двадцатилетний брат Даниэль. В его честь дочь Козимы, родившаяся 12 октября 1860 года, была названа Даниэлой. В 1862 году её постигло новое горе: Блондина, которая была замужем за юристом и будущим премьер-министром Франции Эмилем Оливье, умерла при родах. Вторая дочь Козимы, родившаяся в марте 1863 года, получила имя Блондина Элизабет Вероника.
Бюлов был горячим поклонником Вагнера; в 1858 году он готовил вокальную партитуру для «Тристана и Изольды», а в 1862 году делал чистовой экземпляр партитуры «Нюрнбергских мейстерзингеров». Их отношения стали дружескими, и в 1862 году фон Бюловы гостили у Вагнера в Висбадене. В дневнике Вагнер описывает, как Козима «преображалась» во время исполнения им «Прощания Вотана» из «Валькирии». У самого Вагнера в тот период личная жизнь была неспокойной: он был всё ещё женат на актрисе Мине Планер (она умерла в 1866 году) и имел несколько романов на стороне. 28 ноября 1863 года Вагнер посетил Берлин. Пока фон Бюлов репетировал концерт, Вагнер и Козима отправились в экипаже в долгую поездку по Берлину и между ними произошло бурное объяснение.

## С Вагнером

### Мюнхен и Трибшен

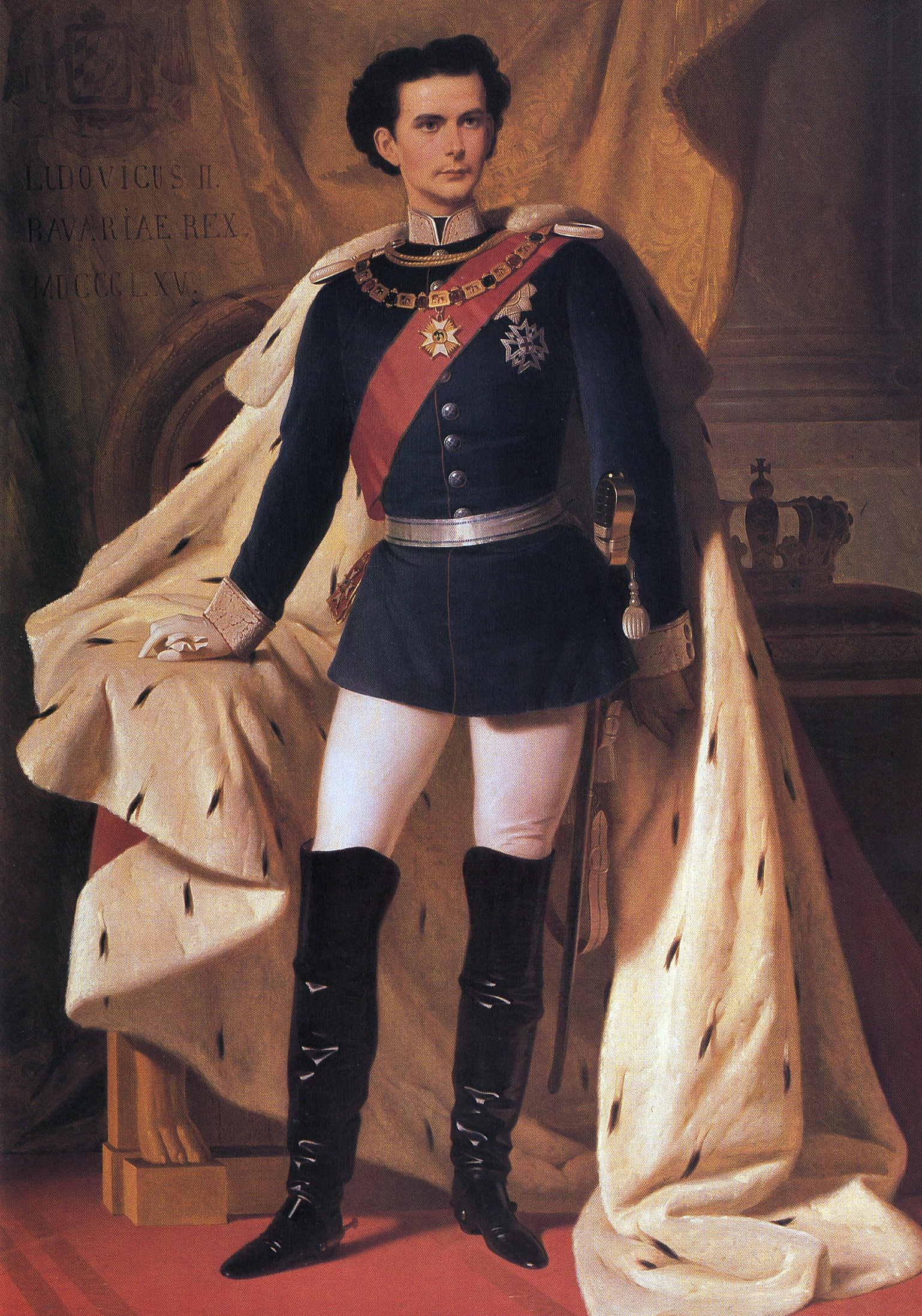
Людвиг II Баварский

В 1864 году материальное положение Вагнера исправилось благодаря новому патрону, восемнадцатилетнему Людвигу II, вступившему на баварский престол. Он оплатил долги композитора и назначил ему ежегодное щедрое содержание. Монарх также пожаловал Вагнеру особняк в Мюнхене и другой дом на берегу Штарнбергского озера. По совету Вагнера Бюлов принял предложение стать «королевским пианистом» при дворе Людвига, он с женой переехал в Мюнхен и приобрёл дом недалеко от Вагнера, якобы для того, чтобы Козима могла работать секретарём Рихарда. С 29 июня 1864 года Козима и Рихард провели больше недели вместе на Штарнбергском озере, пока к ним не присоединился Ганс. По воспоминаниям горничной Вагнера, «было видно, что между фрау Козимой и Рихардом Вагнером что-то происходит». Она также рассказывает, как однажды Бюлов обнаружил жену в спальне Вагнера, но не потребовал объяснений ни от неё, ни от него. Девять месяцев спустя, 10 апреля 1865 года, Козима родила дочь Изольду. Бюлов настолько боготворил Вагнера, что признал ребёнка своим и зарегистрировал как «законную дочь» Ганса и Козимы фон Бюлов. В том же году 10 июня фон Бюлов дирижировал премьерой «Тристана и Изольды» в Баварской опере.
Влияние Вагнера на Людвига начинало вызывать всё большее возмущение в окружении монарха. Когда Вагнер потребовал от короля уволить одновременно кабинет-секретаря и премьер-министра, недовольство достигло предела, и Людвиг был вынужден выслать Вагнера из Баварии. Однако он продолжал поддерживать композитора материально. В марте 1866 года Вагнер прибыл в Женеву, а позже отправился в Люцерн и там в местечке Трибшен снял расположенный на берегу озера загородный дом. Расходы по аренде оплатил король.

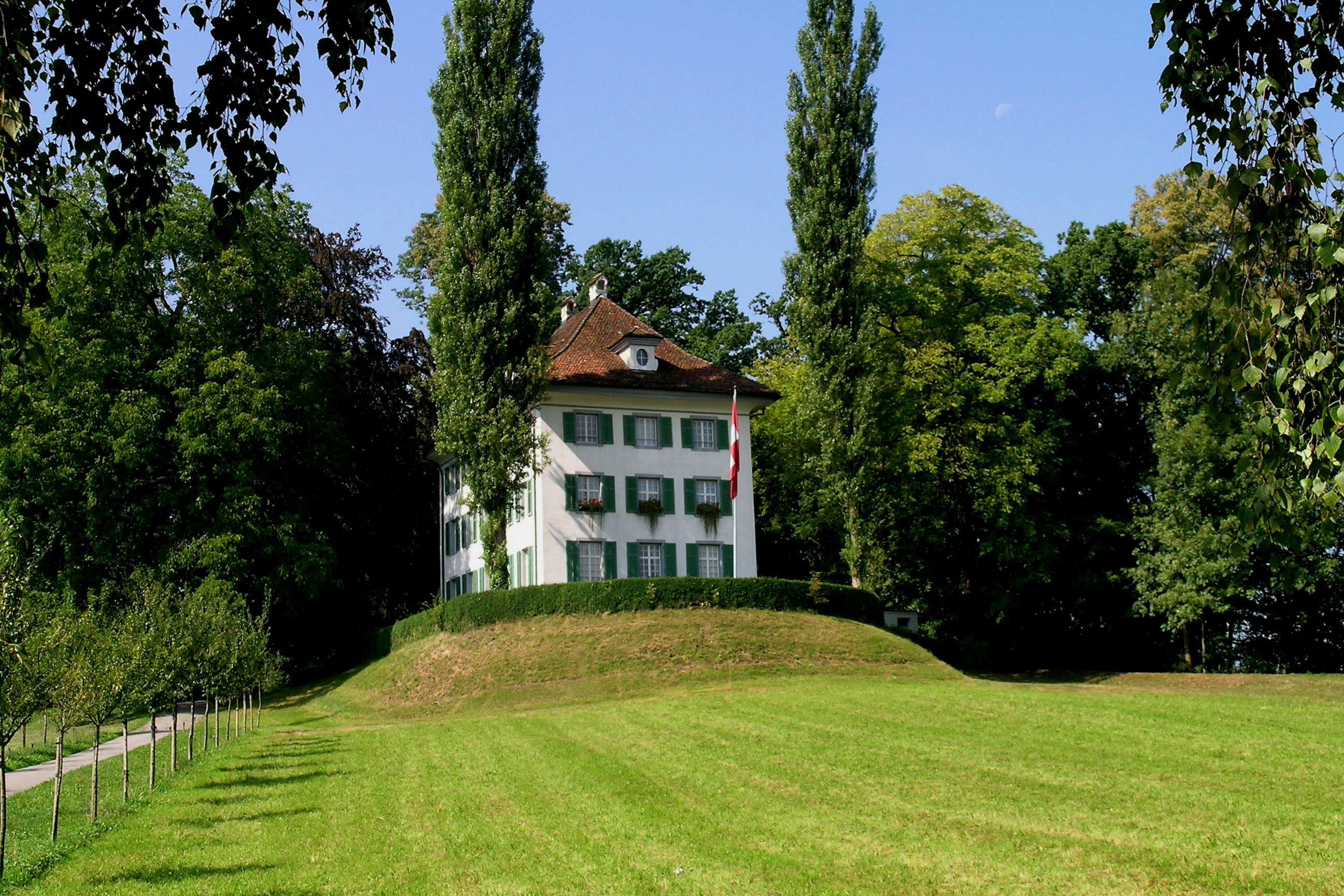
Вилла Трибшен в Швейцарии, где Вагнер жил с 1866 по 1872 год

По приглашению Вагнера фон Бюловы с детьми прибыли в Трибшен на лето. На короткое время фон Бюловы вернулись в Мюнхен, и затем Ганс отбыл в Базель, а Козима снова приехала в Трибшен. В этот период фон Бюлов написал одному другу: «С февраля 1865 года у меня не было ни единого сомнения относительно крайне деликатной природы этой ситуации». Чтобы оградить Козиму от публичного скандала, Вагнер обманом убедил Людвига сделать в июне 1866 года заявление о чистоте брака фон Бюловов и каре, которая обрушится на того, кто посмеет утверждать иное. К этому времени Козима была беременна вторым ребёнком от Рихарда — дочерью, родившейся в Трибшене 17 февраля 1867 года и получившей имя Ева. Тем временем Бюлов, назначенный директором Баварской оперы и по-прежнему преданный Вагнеру, руководил приготовлениями к премьере «Нюрнбергских мейстерзингеров». 21 июня 1868 года она с успехом прошла под управлением Бюлова. Вскоре после этого Козима приехала в Трибшен. Вагнер объяснил это королю тем, что она не могла выносить постоянных оскорблений в Мюнхене и желала уединения.

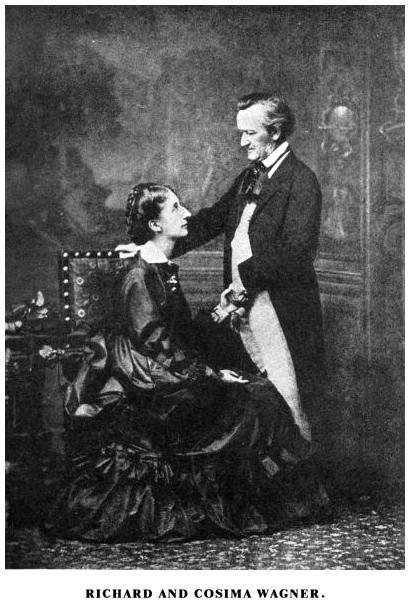
Рихард и Козима Вагнер. Фотография 1872 года

В октябре 1868 года Козима попросила у мужа развода. Первоначально фон Бюлов отказывался его дать, а отсутствие жены объяснял посторонним её поездкой к сводной сестре в Версаль. В июне 1869 года, сразу после рождения её третьего и последнего ребёнка от Рихарда Зигфрида, Козима написала фон Бюлову, по её словам, в «последней попытке достичь понимания». В ответном письме Бюлов признавал, что Козима «посвятила сокровища своего сердца и разума высшему существу». Из-за необходимости соблюдения юридических процедур брак окончательно был расторгнут берлинским судом 18 июля 1870 года. После развода фон Бюлов прекратил контакты с Вагнером и Козимой, он никогда больше не разговаривал с первым и ближайшие одиннадцать лет — со второй.
25 августа 1870 года Рихард и Козима обвенчались в протестантской церкви, хотя Козима, крещённая в католичестве, перешла в лютеранство только через два года. Лист не был извещён о браке заранее и узнал о нём из газет. 25 декабря, в день, когда Козима всегда отмечала свой день рождения, хотя он на самом деле приходился на 24 число, она проснулась от звуков музыки. На лестнице дома в Трибшене приглашённый Вагнером камерный оркестр исполнял произведение, ставшее известным как «Зигфрид-идиллия».

### Байройт
Обман, касавшийся природы отношений Рихарда и Козимы, серьёзно сказался на его дружбе с Людвигом. Кроме того, Людвиг вопреки возражениям композитора настаивал на том, чтобы две завершённые оперы из цикла «Кольцо нибелунга», «Золото Рейна» и «Валькирия», были поставлены как можно скорее. По мнению самого композитора, постановка была возможна только после полного завершения всего цикла. К глубокому неудовольствию Вагнера премьеры обеих опер состоялись соответственно 22 сентября 1869 года и 26 июня 1870 года под управлением Франца Вюльнера. Это укрепило убеждение композитора в том, что ему необходимы собственный театр и возможность самому полностью контролировать художественный процесс. 5 мая 1870 года Козима, как следует из её дневника, посоветовала Рихарду «посмотреть в энциклопедии статью о Байройте» (название города она написала с ошибкой: Baireuth). В апреле 1871 года они совершили поездку в Байройт и сразу приняли решение построить здесь театр и поселиться.
Свой первый фестиваль Вагнер назначил на 1873 год, определив Байройт местом премьеры нибелунгского цикла. Городской совет, почтя это за честь, подарил композитору большой земельный участок на холме с видом на город, чтобы на нём был построен театр. Людвиг отказался финансировать проект, завершение строительства театра и дата первого фестиваля неоднократно сдвигались, но наконец в 1874 году король предоставил нужный заём. Вместе с театром был построен и загородный дом, известный как Ванфрид, в который семья Вагнеров въехала 18 апреля 1874 года. В 1875 году строительство театра закончилось.
В этот период Козима обратилась в лютеранство. Вероятно, единственной причиной этого было желание во всём следовать Рихарду; по словам Хилмса, «Козима до смертного часа оставалась набожной католичкой».

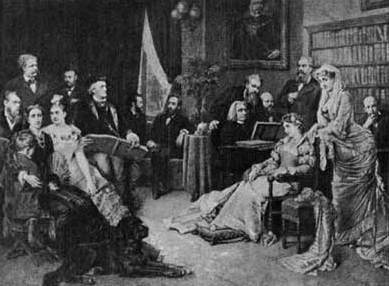
Семья Вагнеров на первом фестивале в Байройте. Козима, рукой обнимающая Зигфрида, сидит слева на переднем плане. Вагнер на заднем плане справа от неё. Лист справа за роялем

В марте 1876 года Козима узнала, что Мари д’Агу умерла в Париже. Находясь с мужем в Берлине, Козима не смогла приехать на похороны. Начиная с июня, её дневниковые записи почти полностью посвящены репетициям «Кольца Нибелунга». Фестиваль прошёл с 13 по 30 августа 1876 года и состоял из трёх премьерных представлений нибелунгского цикла, на всех представлениях операми дирижировал Ханс Рихтер.
После завершения фестиваля Рихард, Козима и дети отправились в Венецию и оставались там до конца года. Фестиваль принёс большие убытки и разочаровал композитора, который всерьёз раздумывал над закрытием проекта. В следующем году Рихард получил приглашение дать серию концертов в Лондоне. Вагнеры, оставив детей, провели там два месяца. Козима встречалась с писательницей Джордж Элиот, поэтом Робертом Браунингом и художником Эдвардом Бёрн-Джонсом; последний сделал несколько набросков для портрета Козимы. 17 мая Вагнеры получили аудиенцию у королевы Виктории в Виндзорском замке.
Английские гастроли не принесли большой прибыли, но стали источником вдохновения для Вагнера. По возвращении он приступил к работе над «Парсифалем», занявшей следующие пять лет. По словам композитора, он не мог сочинить ни одной ноты, если рядом не было жены. Когда Вагнера осадили кредиторы, требовавшие возврата возникших из-за фестиваля долгов, Козима убедила Людвига предоставить заём, позволивший выплатить долги и открывший перспективы проведения второго Байройтского фестиваля. На празднование дня рождения Козимы 25 декабря 1878 года Вагнер нанял оркестр, исполнивший прелюдию к «Парсифалю» и «Зигфрид-идиллию».
Работа над «Парсифалем» замедлилась из-за слабого здоровья композитора, но в конце 1880 года он объявил, что следующий фестиваль состоится в 1882 году и будет полностью посвящён новому произведению. Рихард настоял на том, чтобы «Парсифаль» ставился только в Байройте, но взамен Людвиг потребовал, чтобы на фестивале дирижировал 1-й придворный капельмейстер Герман Леви. Это вызвало возмущение Вагнера, который возражал против того, чтобы «христианской» оперой дирижировал иудей. Как Рихард, так и Козима были убеждёнными антисемитами. По предположению Хилмса, Козима унаследовала антисемитизм от своего отца, Каролины Витгенштейн, возможно, мадам Патерси и, позднее, от фон Бюлова, «первостатейного антисемита» . По мнению Марека, антисемитизм Козимы в значительной степени сформировался благодаря влиянию Вагнера; по его подсчётам, в дневнике Козимы евреи в негативном контексте упоминаются в среднем на каждой четвёртой странице из пяти тысяч. Хилмс писал о различии между композитором, антисемитские взгляды которого могли меняться с течением времени под влиянием личного опыта, и Козимой, антисемитизм которой оставался неизменным. По мнению музыковеда Томаса Грея, в годы, последовавшие за смертью мужа, антисемитизм Козимы ещё более усилился.
Несмотря на протесты композитора, Леви получил назначение. Позднее исполнение «Парсифаля» под руководством Леви было признано эталонным. На втором Байройтском фестивале «Парсифаль» был исполнен шестнадцать раз. Вагнер лично дирижировал последним представлением. И сам композитор, и его жена были довольны вторым фестивалем, а кроме того он принёс достаточную прибыль. Критически о премьере новой оперы отозвался Фридрих Ницше, некогда друг и поклонник, а теперь противник Вагнера: он считал «Парсифаля» мерзостью и видел в этом вину Козимы, развратившей композитора и вторгшейся в германскую культуру, к которой она не принадлежала.

### Венеция и вдовство
По завершении фестиваля семейство Вагнеров отбыло в Венецию. Вагнеры нуждались в большом доме, который мог бы вместить детей и прислугу и позволять принимать гостей, и поэтому сняли особняк палаццо Вендрамин-Калерджи, выходящий фасадом на Гранд-канал. Осенью и зимой здоровье Рихарда ухудшалось. 12 февраля Козима сделала последнюю запись в своём дневнике: она сообщала, что Рихард читал «Ундину» Фуке и играл на фортепиано плач Дочерей Рейна из «Золота Рейна». 13 февраля, по воспоминаниям Изольды Вагнер, между Рихардом и Козимой произошла бурная ссора: Козима ревновала мужа к Кэрри Прингл (англ. Carrie Pringle; 1859—1930), англичанке, певшей в «Парсифале» в сцене девушек-цветов, с которой у композитора якобы был роман. В наше время нет ни доказательств того, что этот роман существовал, ни подтверждения рассказа Изольды. Около полудня у Вагнера случился сердечный приступ, и тем же днём он скончался.
Козима провела у тела мужа больше суток, отказываясь от отдыха и еды (впрочем, Карр предполагает, что описание скорби Козимы может быть преувеличено). Следующие два дня, пока тело готовили к похоронам, Козима тоже почти все время оставалась рядом. Она попросила дочерей обрезать ей волосы, которые были зашиты в подушечку и положены на грудь покойному. 16 февраля похоронный кортеж выехал из Венеции и через два дня прибыл в Ванфрид. После короткой службы композитор был похоронен в саду своего дома. Месяцы, последовавшие за смертью мужа, Козима провела в затворничестве, даже с детьми общаясь в основном по переписке. Телеграмму Козиме отправил и фон Бюлов, написавший ей: «Сестра, нужно жить».

## Во главе Байройтского фестиваля

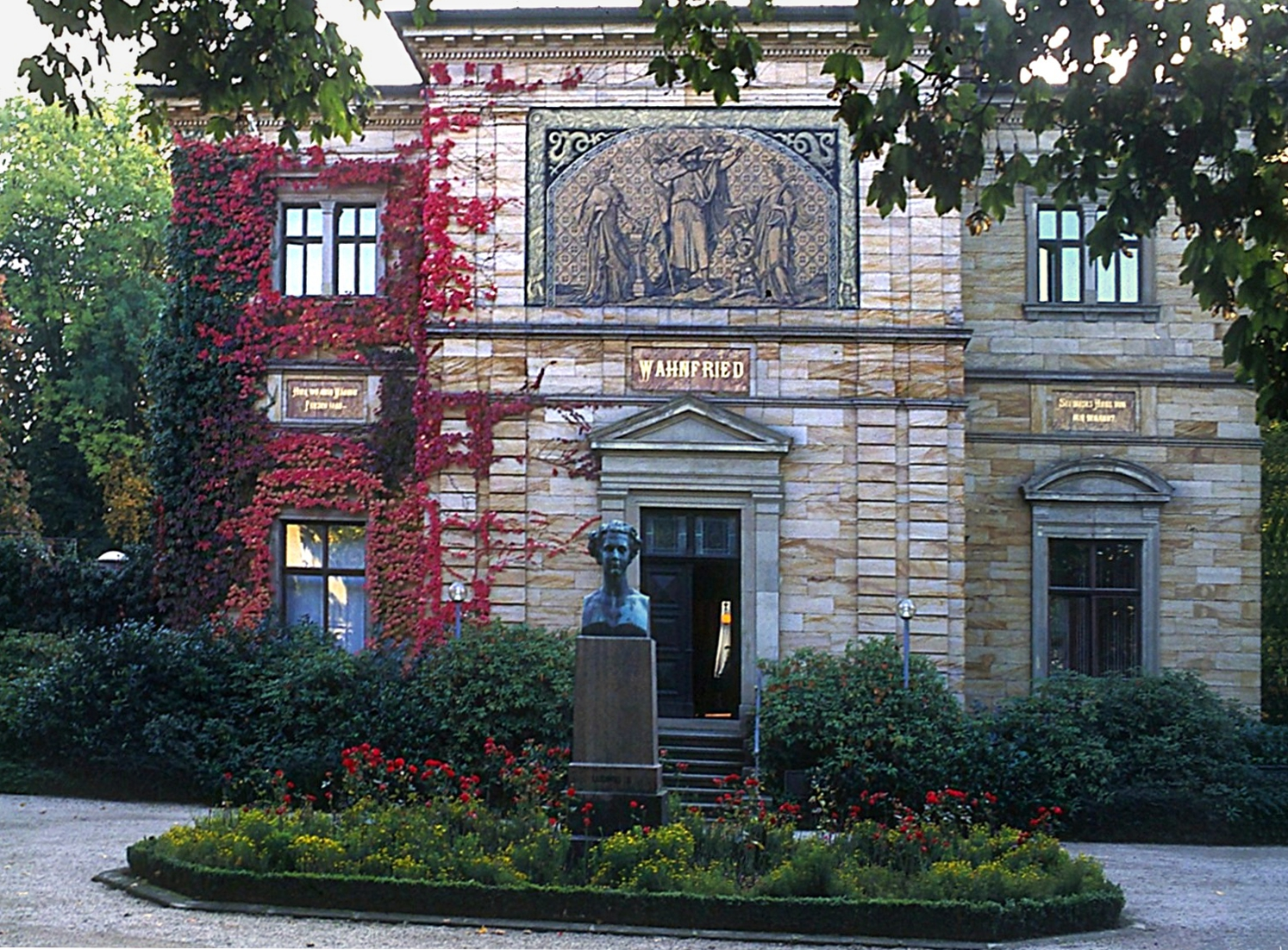
Ванфрид

Вагнер не оставил ни завещания, ни каких-то распоряжений о судьбе Байройтского фестиваля после его смерти. Он писал: «Я … не могу представить себе никого, кто говорил бы то, что должно быть сказано по моему убеждению … Я не могу полагаться практически ни на чьё мнение». Будущее фестиваля стало ещё более неясным из-за отхода от дел Козимы, которая не общалась ни с кем, кроме дочерей и своего друга Адольфа фон Гросса. Фестиваль 1883 года прошёл без Козимы и состоял, как и замышлял Вагнер, из двенадцати представлений «Парсифаля». Художественным руководителем фестиваля был бас-баритон Эмиль Скариа, одновременно исполнявший в опере партию Гурнеманца. Дирижёром остался Леви.
По завершении фестиваля Козима получила длинное анонимное письмо, в котором критически оценивались многочисленные отступления от воли покойного композитора в организации фестиваля. По мнению Марека, это письмо стало событием, определившим миссию её жизни: поддержание наследия Вагнера в первозданном виде. С помощью Гросса Козима добилась признания себя и Зигфрида единственными законными наследниками Вагнера и как следствие полномочий проводить фестиваль.

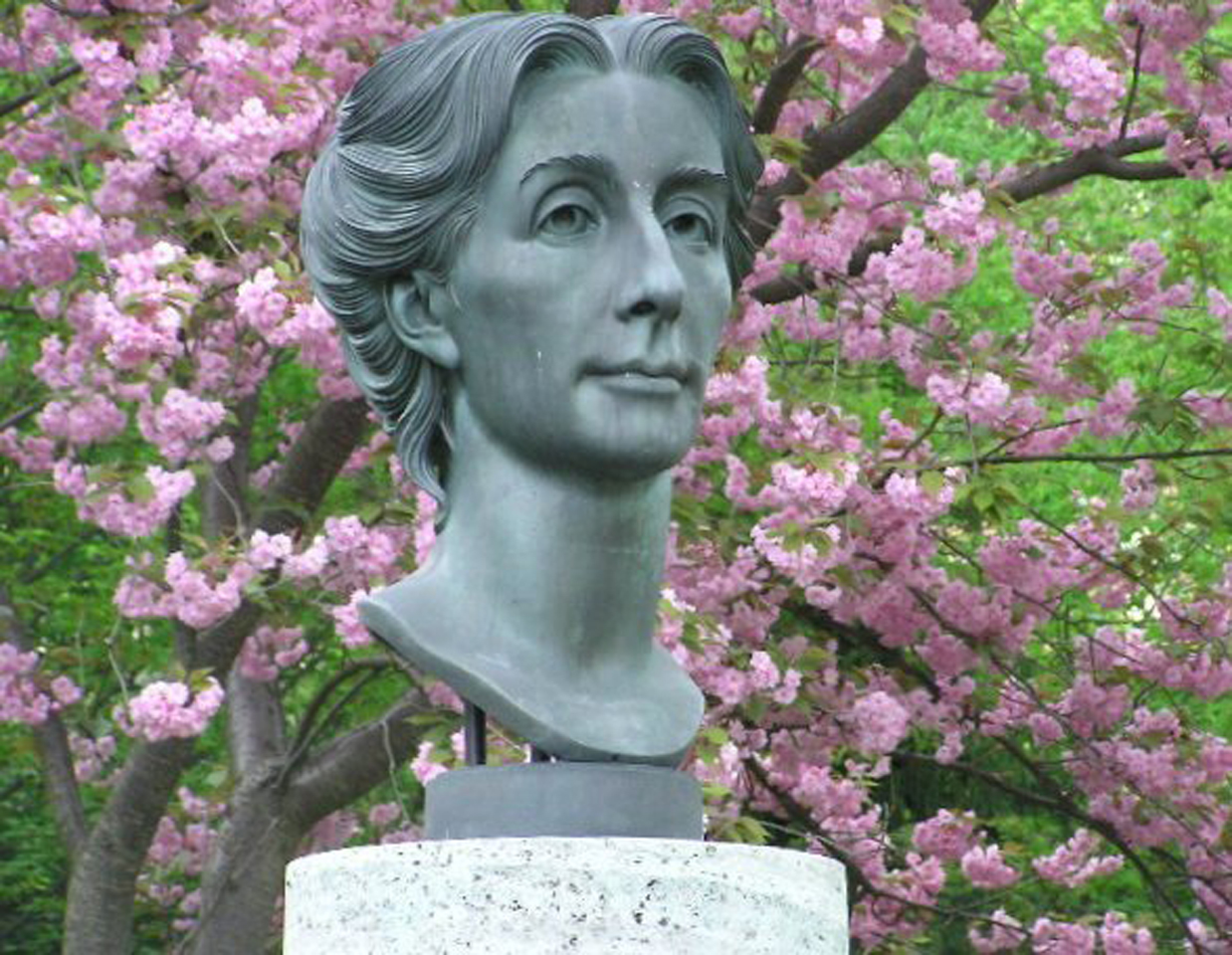
Скульптурный портрет Козимы Вагнер. Арно Брекер, 1979

В 1885 году Козима объявила, что фестиваль 1886 года пройдёт под её руководством. Она заняла пост руководителя на следующие 22 года, до 1907 года. За это время прошло 13 фестивалей, а репертуар пополнили другие произведения Вагнера, завершившие формирование так называемого Байройтского канона, состоящего из десяти вагнеровских шедевров. До 1894 года на фестивале работал триумвират дирижёров: Леви, Рихтер и Феликс Мотль. В 1894 году Леви ушёл, и оставшуюся часть эпохи Козимы управление фестивалем возлагалось на Мотля и Рихтера, к которым присоединялись некоторые другие ведущие дирижёры того времени. Неоднократно получал приглашения фон Бюлов, но каждый раз отказывался. Козима отвергала некогда высказанное Ницше и распространённое среди некоторых фанатичных поклонников Вагнера мнение, будто его музыкой могут дирижировать только немцы. Под её руководством фестиваль приобрёл устойчивую финансовую опору и превратился в прибыльное предприятие, принесшее богатство семейству Вагнеров.

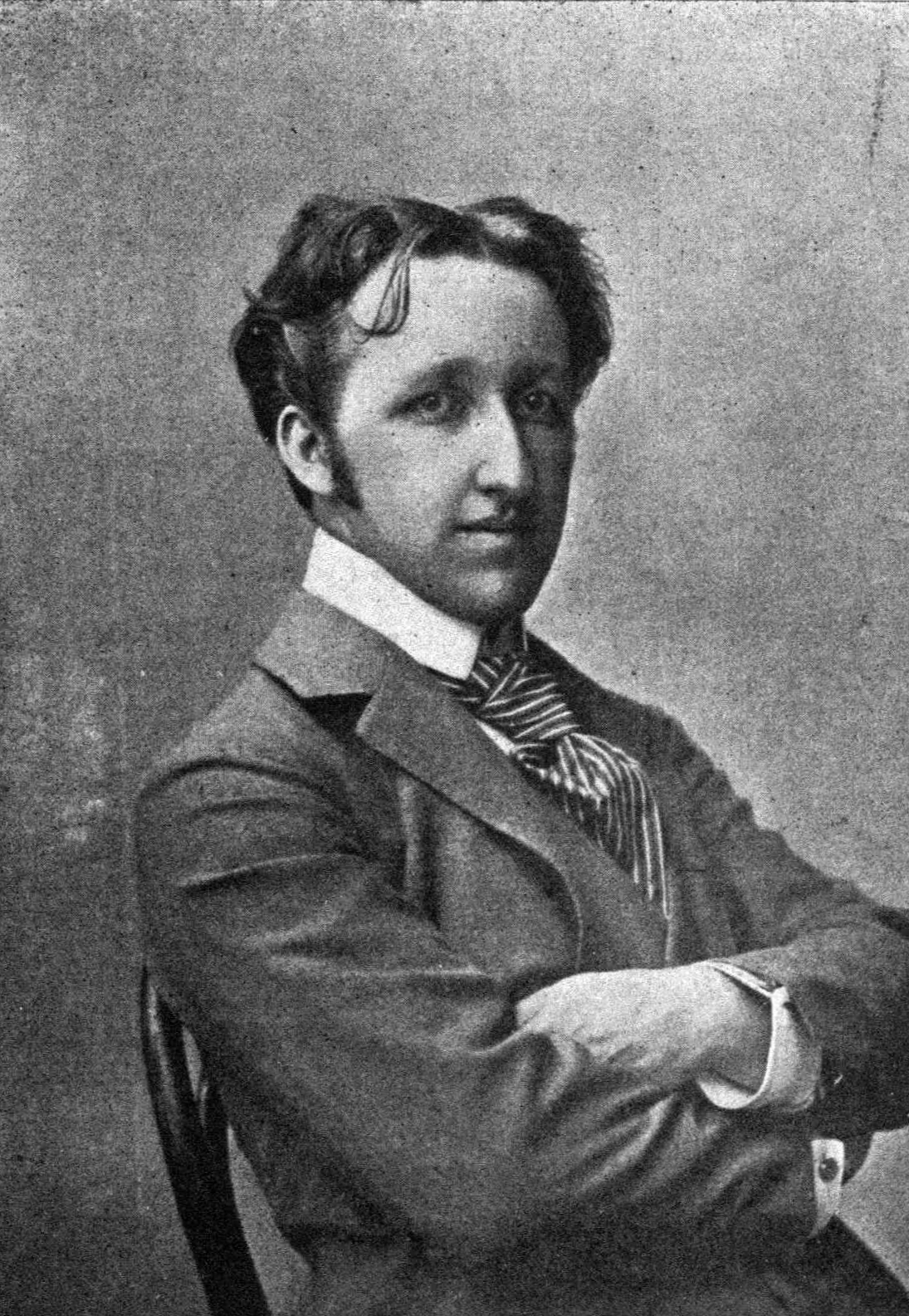
Зигфрид Вагнер, сын Козимы, наследовавший ей на посту директора, в 1896 году дебютировал как дирижёр

Хотя Фредерик Споттс считает, что Козиме было присуще творческое начало, которое она скрывала, в жизни она всегда следовала заветам покойного мужа и стремилась воплотить его пожелания: «Нам не нужно что-то создавать, но только совершенствовать в деталях». Бернард Шоу в 1889 году язвительно отзывался о Козиме как о «главном летописце» и сожалел о том, что исполнение произведений Вагнера сводилось к рабскому копированию прижизненных постановок. Через десять лет Шоу называл отличительной чертой «байройтского стиля» «невыносимо старомодные позы и жесты, характерные наполовину для ораторов, наполовину для исторических картин», и пение, «иногда сносное, иногда отвратительное». По словам Споттса, Козима довела требование чёткости произношения до «фетиша», и как следствие на фестивале доминировала неприятная манера исполнения, имевшая черты декламации и презрительно именовавшаяся критиками «байройтским лаем».
На своём первом фестивале в 1886 году Козима включила в канон «Тристана и Изольду». Течение фестиваля не было прервано даже смертью Ференца Листа, который заболел после посещения «Тристана и Изольды» и скончался несколько дней спустя. Козима руководила приготовлениями к похоронам и службой, но отказалась посвятить концерт его памяти или иным образом публично почтить память отца. По словам ученика Листа Феликса Вайнгартнера, «кончина Листа не была настолько важным событием, чтобы хотя бы на мгновение омрачить Фестиваль».
«Парсифаль» давался на всех фестивалях, проходивших под руководством Козимы, за исключением фестиваля 1896 года, полностью посвящённого «Кольцу Нибелунгов». В 1888 году были добавлены «Нюрнбергские мейстерзингеры», в 1891 году — «Тангейзер», в 1894 году — «Лоэнгрин», и в 1901 году — «Летучий голландец». В 1894 году ушёл в отставку Леви, который все эти годы работал в антисемитском окружении. В 1896 году в Байройте впервые дирижировал Зигфрид; он оставался одним из постоянных дирижёров фестиваля до ухода от дел Козимы. Как и её муж, Козима отдавала интересам Байройта приоритет перед её собственными антисемитскими взглядами, и Леви, к которому она испытывала уважение как к музыканту, долго оставался дирижёром Байройта. В 1897 году, когда на пост директора Венской оперы претендовал Густав Малер, еврей, перешедший в католичество, Козима пыталась — неудачно — использовать всё своё влияние, чтобы предотвратить назначение. В то же время она понимала, что Малер как дирижёр был одним из выдающихся интерпретаторов Вагнера своего времени, и по её просьбе в 1894 году Малер готовил к роли Парсифаля тенора Вилли Бирренкофена.
Козима приложила немало усилий для того, чтобы Байройт оставался единственным местом постановки «Парсифаля». Людвиг признавал это право; после его смерти в 1886 году во главе государства встал Луитпольд Баварский как регент при душевнобольном короле Отто I (брате Людвига), и в этот период были предприняты попытки оспорить привилегию, но Козима с помощью Гросса отстояла её. В 1901 году Козима пыталась пролоббировать в Рейхстаге законодательную инициативу об увеличении срока защиты авторских прав с тридцати лет после смерти автора до пятидесяти (защита прав на произведения Вагнера заканчивалась в 1913 году) и получила уверения в поддержке от кайзера Вильгельма II, однако её усилия не привели к желаемому результату. Более того, в 1903 году театр Метрополитен-опера в Нью-Йорке объявил о планах поставить «Парсифаля», которым не могло помешать законодательство, так как между США и Германией не было соглашения об охране авторских прав. Козима стремилась воспрепятствовать постановке, но 24 декабря 1903 года с успехом прошла премьера «Парсифаля» в Нью-Йорке, за которой последовало ещё десять представлений. Козима считала нью-йоркскую постановку «изнасилованием» и до конца жизни сохраняла ненависть к Метрополитен-опере.
К началу нового столетия три дочери Козимы вышли замуж. Блондина вышла за графа Бьяджо Гравина в последние дни фестиваля 1882 года, Даниэла — за историка искусства Генри Тоде в 1886 году, а Изольда, первая дочь Козимы от Рихарда — в 1900 году за дирижёра Франца Байдлера. Младшая дочь Ева отклоняла многочисленные предложения о браке и осталась помощницей и секретарём матери, пока та оставалась руководителем фестиваля.
8 декабря 1906 года во время визита к князю Герману Гогенлоэ-Лангенбургскому Козима перенесла синдром Морганьи — Адамса — Стокса. К маю 1907 года стало понятно, что ухудшение здоровья не позволяет Козиме продолжать руководить Байройтом, и пост директора перешёл к Зигфриду, которого Козима давно готовила на роль наследника. Это вызвало возражения Байдлера, который тоже претендовал на пост, ссылаясь на больший дирижёрский опыт и на то, что он и Изольда в 1901 году подарили Козиме её единственного внука. Спор вылился в многолетнюю семейную вражду.

## Последние годы

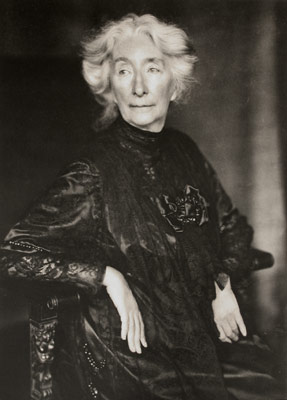
Козима Вагнер в 1905 году

Козима обосновалась в уединённых комнатах в задней части Ванфрида и перестала посещать фестиваль. Первое время Зигфрид обсуждал с ней постановки. В дальнейшем он придерживался линии своей матери, воссоздавая постановки опер в первозданном виде.
В декабре 1908 года Ева, которой был уже сорок один год, вышла замуж за Хьюстона Чемберлена, британского историка, ставшего фанатичным сторонником идей германского национализма и добавившего к ним собственные расовые теории. Он восторгался творчеством Вагнера, с 1888 года был знаком с Козимой, а до женитьбы на Еве ухаживал сначала за Блондиной, затем за Изольдой. Теории Чемберлена оказались близки Козиме. Он стал играть важную роль в кругу Вагнеров и повлиял на дальнейшее отчуждение Бейдлеров; Чемберлен и Ева даже скрывали от Козимы письма Изольды. В 1913 году Изольда проиграла в суде спор по поводу прав на наследование имущества Вагнеров, после чего навсегда оборвала контакты с Козимой; она умерла через шесть лет. В 1915 году Зигфрид Вагнер женился на восемнадцатилетней Винифред Уильямс, приёмный отец которой Карл Клиндворт был дружен с Рихардом Вагнером и Листом. 5 января 1917 года родился их первенец, и Козима в честь этого события на фортепиано своего мужа исполнила отрывки из «Зигфрид-идиллии».
Начало Первой мировой войны стало причиной досрочного окончания фестиваля в 1914 году. Война, революция и разруха не позволили провести фестиваль и в следующие девять лет. В 1923 году Ванфрид впервые посетил Адольф Гитлер, начинавший свою политическую карьеру и обожавший музыку Вагнера. Он не был принят Козимой, но подружился с другими членами семьи и впоследствии часто посещал их. Чемберлены и Винифред Вагнер вступили в НСДАП. Первый после перерыва фестиваль 1924 года стал одновременно трибуной для нацистов. Козима впервые за долгое время посетила фестиваль: она присутствовала на костюмных репетициях «Парсифаля» и на первом акте концерта открытия.
В 1927 году к девяностолетнему юбилею Козимы в её честь была названа улица в Байройте. Сама она об этом уже не знала: её здоровье к тому времени значительно ухудшилось, и семья не сообщала Козиме о празднованиях. В последние годы она была прикована к постели, ослепла и редко пребывала в полном сознании. Козима умерла 1 апреля 1930 года в возрасте 92 лет. Прощание состоялось в Ванфриде, после этого тело было перевезено в Кобург и кремировано. В 1977 году урна с прахом Козимы была перезахоронена в Ванфриде рядом с её мужем.

## Наследие и оценки

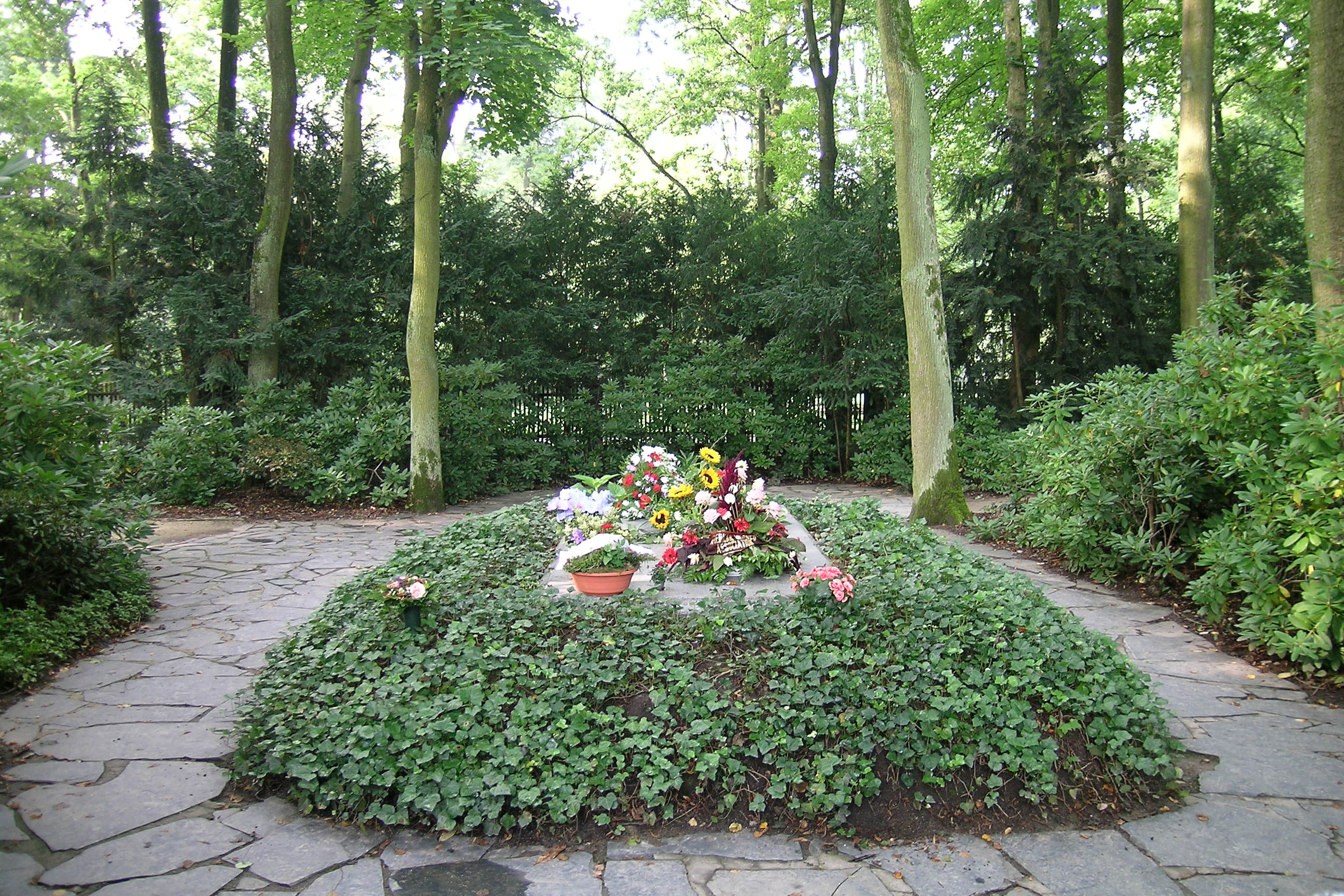
Могила Вагнера в саду Ванфрида, где в 1977 году была перезахоронена и урна с прахом Козимы

Смыслом существования Козимы Вагнер было беззаветное служение мужу и его шедеврам; по словам музыкального критика Эрика Зальцмана, она «посвятила Мастеру свои душу и тело». При жизни Рихарда она сохраняла в своём дневнике каждый его шаг и каждую мысль. После его смерти она оставила дневник и выполняла свою миссию, увековечивая его наследие с помощью Байройтского фестиваля. Она сделала фестиваль не только культурным событием, но и успешным коммерческим предприятием.
Хотя все признают, что Козима была успешным «хранителем очага», её крайний консерватизм нещадно критикуется. Её подход, который зиждился на необходимости строго придерживаться первоначального вагнеровского замысла, был преодолён только после Второй мировой войны, когда во главе фестиваля встало новое поколение руководителей. Хилмс сравнивал Козиму Вагнер с настоятельницей монастыря.
По словам критика Филиппа Хеншера, «под руководством её отвратительного зятя и теоретика-расиста … Козима пыталась превратить Байройт в центр культа германской нации». Далее он заключает, что «к моменту её смерти репутация Вагнера оказалась в центре ужасной политической игры: старомодные постановки его произведений давались перед толпой коричневорубашечников». Тесная связь Байройтского фестиваля с Гитлером и нацистами в 1930-х годах уже была результатом деятельности Винифред, известной симпатиями к Гитлеру, а не Козимы, хотя Хеншер полагает, что «Козима виновата в этом больше любого другого».

Марек в завершение своего биографического повествования отмечает, что Козима была не только стражем наследия композитора, но и его музой: «Без неё не было бы ни „Зигфрид-идиллии“, ни Байройта, ни „Парсифаля“». Хеншер заключает: «Вагнер был гением, но отвратительным человеком. Козима была только отвратительным человеком».

## Память
- Именем Козимы Вагнер назван астероид, открытый в 1907 году.

## Образ в кино
- 1955 — «Волшебный огонь[англ.]», режиссёр Уильям Дитерле, в роли Козимы — Рита Гэм.